# Portada/article setembre 1

## Fagòcit
Els fagòcits són els glòbuls blancs que protegeixen el cos ingerint (fagocitant) proteïnes alienes nocives, bacteris i cèl·lules mortes o moribundes. Tenen un paper essencial en la defensa contra les infeccions, i en la immunitat posterior. Els fagòcits són importants en tots els animals, i estan altament desenvolupats en els vertebrats. Un litre de sang humana conté uns 6.000 milions de fagòcits. El seu nom ve dels ètims grecs fagein ('menjar' o 'devorar') i kytos ('vas buit'). Els fagòcits foren descoberts el 1882 per Ilià Métxnikov quan estudiava larves d'estrella de mar. Métxnikov fou guardonat amb el Premi Nobel de Fisiologia o Medicina del 1908 pel seu descobriment.